# Фиалка клобучковая
Фиалка клобучковая (лат. Viola cucullata) — травянистое многолетнее растение семейства Фиалковые, вид рода Фиалка.

## Распространение
Ареал вида охватывает восточную часть Северной Америки; от Ньюфаундленда на северо-востоке до Онтарио и Миннесоты на западе, и Джорджии на юге.

## Биологическое описание
Это — многолетнее травянистое растение высотой до 20 см.
Листья простые, темно-зелёные, овальные, заострённые, до 10 см длиной, сидят на длинном черешке.
Цветки фиолетовые, иногда белые, с пятью лепестками.
Плод — одногнёздная коробочка, длиной 10—15 мм с многочисленными маленькими семенами. При созревании она раскрывается на три части.

## Использование
Растение является символом канадской провинции Нью-Брансуик.